# Boing (Africa)
Boing è un canale televisivo africano di proprietà di Warner Bros. Discovery attraverso la divisione Global Kids & Young Adults, lanciato il 30 maggio 2015.
Il canale è una localizzazione dell'omonimo servizio televisivo italiano, e va principalmente in onda con la programmazione dei canali gemelli Cartoon Network e Boomerang, oltre a quelli di altri produttori.
Attualmente il canale può essere visto su Montage Cable TV in Nigeria e su Mobile TV di Sentech in Sudafrica. Il 1º gennaio 2017 il canale è diventato disponibile per gli abbonati AzamTV. Nell'Africa sub-sahariana e nel Maghreb è trasmessa la versione in lingua francese dell'emittente.

## Palinsesto
- Angelo Rules (durante la notte)
- Batman: The Brave and the Bold
- Ben 10
- Camp Lazlo
- Nome in codice: Kommando Nuovi Diavoli
- Leone il cane fifone
- Il laboratorio di Dexter
- DreamWorks Dragons
- Gli amici immaginari di casa Foster
- Le tenebrose avventure di Billy e Mandy
- Hi Hi Puffy AmiYumi
- Johnny Bravo
- Juniper Lee
- Quella scimmia del mio amico
- Le Superchicche
- Thundercats
- Yo-kai Watch (durante la notte)
- Winx Club

## Loghi

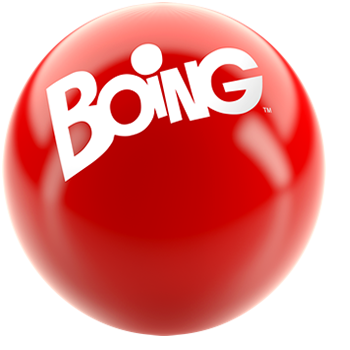
2015-2016
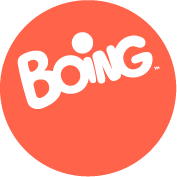
2016-2021
Dal 2021